# Dicentra peregrina
Dicentra peregrina är en vallmoväxtart som först beskrevs av J. Rudolph, och fick sitt nu gällande namn av Tomitaro Makino. Dicentra peregrina ingår i släktet lyrblommor, och familjen vallmoväxter. Inga underarter finns listade i Catalogue of Life.

## Bildgalleri

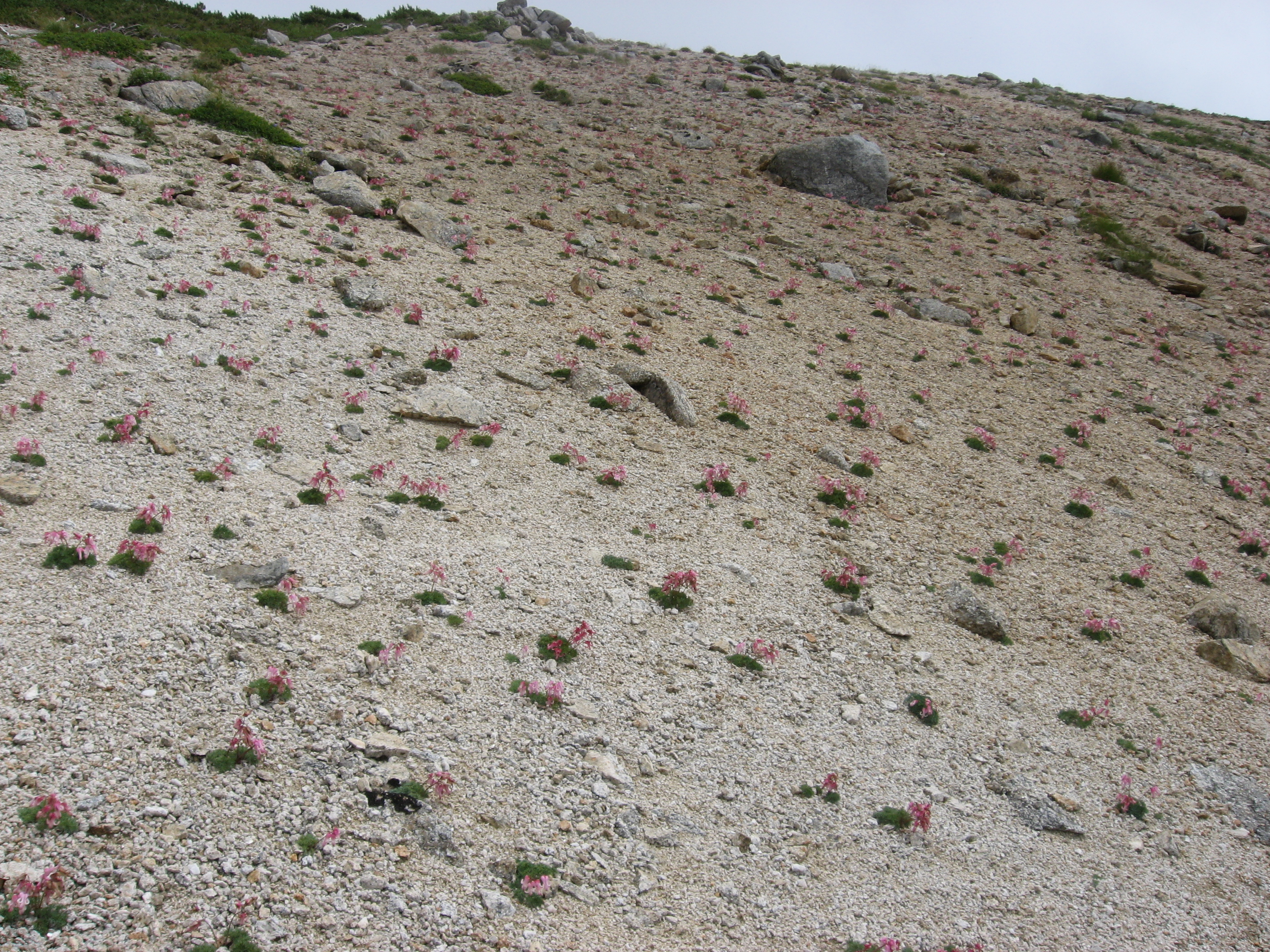
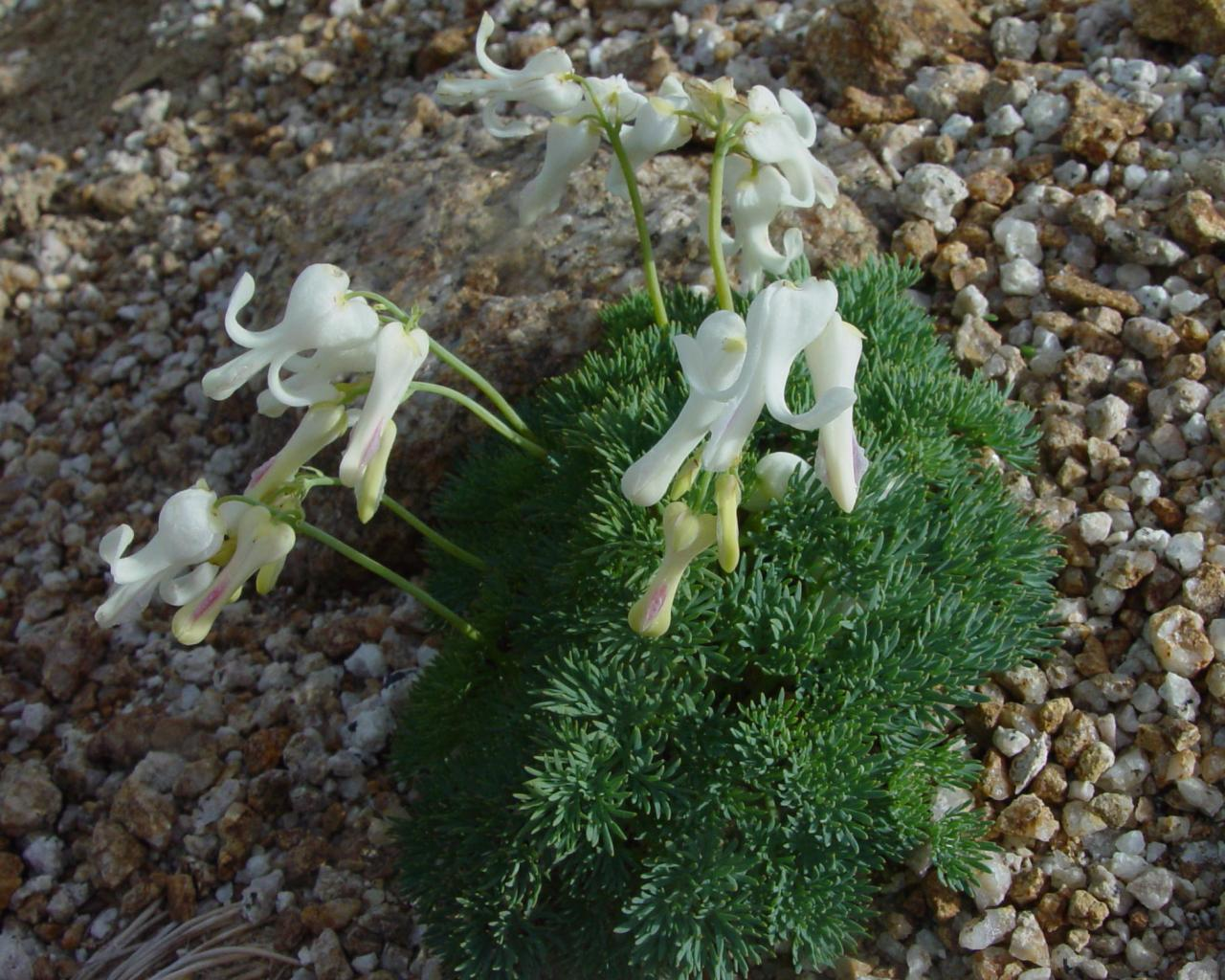
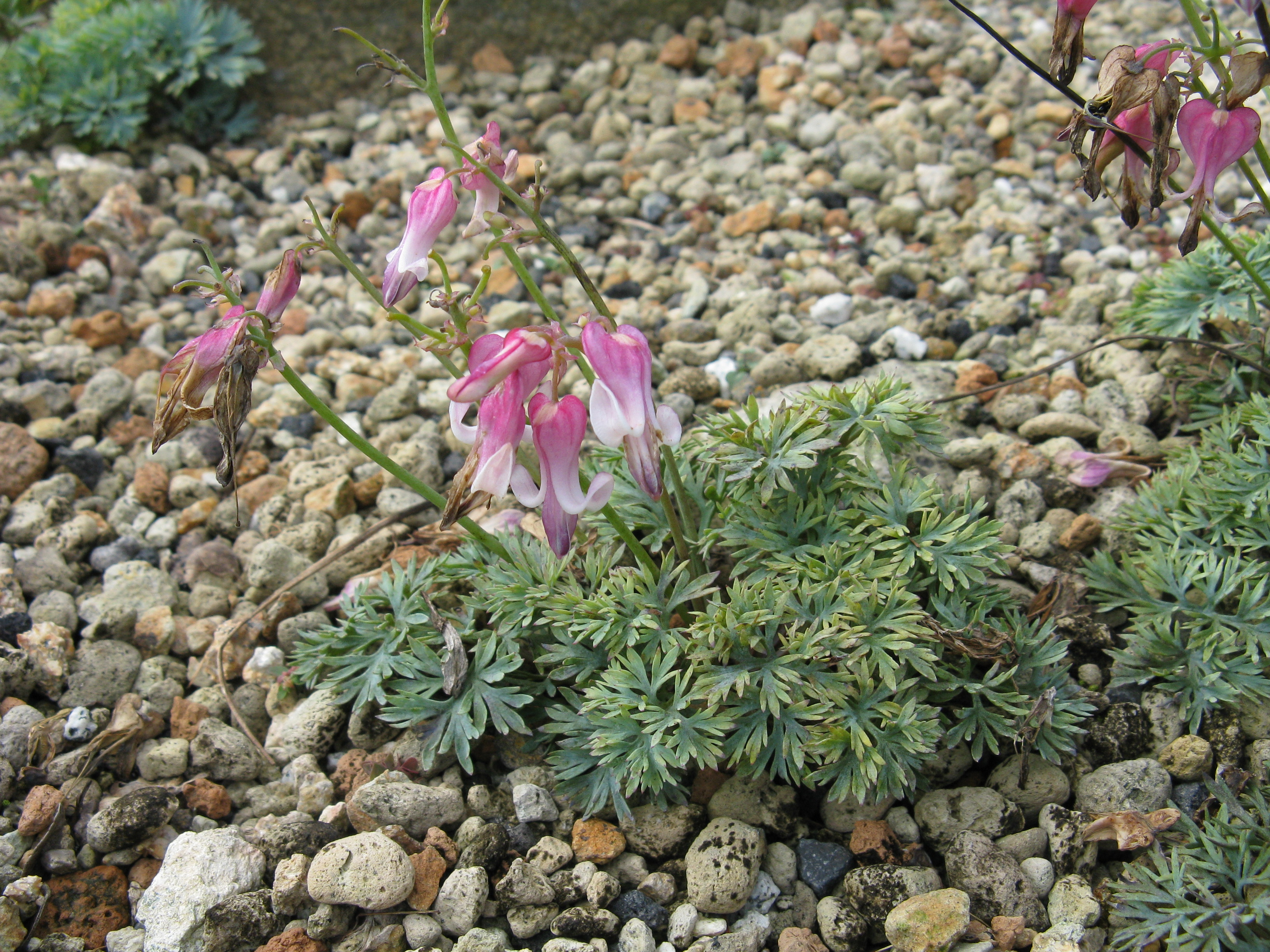